# Classic Brugge-De Panne femminile 2024
La Classic Brugge-De Panne femminile 2024, settima edizione della corsa e valevole come ottava prova dell'UCI Women's World Tour 2024 categoria 1.WWT, si svolse il 21 marzo 2024 su un percorso di 155 km, con partenza da Bruges e arrivo a De Panne, in Belgio. La vittoria andò all'italiana Elisa Balsamo, la quale completò il percorso in 3h49'56", alla media di 40,447 km/h, precedendo l'olandese Charlotte Kool e la polacca Daria Pikulik.
Sul traguardo di De Panne 110 cicliste, delle 116 partite da Bruges, portarono a termine la competizione.

## Squadre e corridori partecipanti
| N.      | Cod. | Squadra                        |
| ------- | ---- | ------------------------------ |
| 1-6     | DFP  | Team DSM-Firmenich PostNL      |
| 11-16   | LTK  | Lidl-Trek                      |
| 31-36   | AGS  | AG Insurance-Soudal Team       |
| 41-46   | CSR  | Canyon-SRAM Racing             |
| 51-56   | WNT  | Ceratizit-WNT Pro Cycling Team |
| 61-66   | FST  | FDJ-Suez                       |
| 71-76   | FED  | Fenix-Deceuninck               |
| 81-86   | HPH  | Human Powered Health           |
| 91-96   | LAJ  | Liv AlUla Jayco                |
| 101-106 | MOV  | Movistar Team                  |

| N.      | Cod. | Squadra                        |
| ------- | ---- | ------------------------------ |
| 111-115 | CGS  | Roland                         |
| 121-126 | TVL  | Team Visma-Lease a Bike        |
| 131-136 | UAD  | UAE Team ADQ                   |
| 141-144 | UXM  | Uno-X Mobility                 |
| 151-156 | CHE  | Chevalmeire                    |
| 161-166 | AWO  | Doltcini O'Shea                |
| 171-176 | EFC  | EF Education-Cannondale        |
| 181-186 | LDL  | Lotto Dstny Ladies             |
| 191-196 | PRO  | Proximus-Cyclis CT             |
| 201-206 | VWT  | VolkerWessels Pro Cycling Team |

## Ordine d'arrivo (Top 10)
| Pos. | Corridore          | Squadra   | Tempo    |
| ---- | ------------------ | --------- | -------- |
| 1    | Elisa Balsamo      | Lidl      | 3h49'56" |
| 2    | Charlotte Kool     | DSM       | s.t.     |
| 3    | Daria Pikulik      | Human P.  | s.t.     |
| 4    | Chiara Consonni    | UAE       | s.t.     |
| 5    | Georgia Baker      | Liv AlUla | s.t.     |
| 6    | Chloé Dygert       | Canyon    | s.t.     |
| 7    | Emma Norsgaard     | Movistar  | s.t.     |
| 8    | Anniina Ahtosalo   | Uno-X     | s.t.     |
| 9    | Kimberley Le Court | AG-Soudal | s.t.     |
| 10   | Vittoria Guazzini  | FDJ       | s.t.     |